# Aphytis ciliatus
Aphytis ciliatus är en stekelart som först beskrevs av Alan Parkhurst Dodd 1917.  Aphytis ciliatus ingår i släktet Aphytis och familjen växtlussteklar. Inga underarter finns listade i Catalogue of Life.